# Andrew Matarazzo
Andrew Matarazzo (São Paulo, Brasil; 4 de marzo de 1997) es un actor brasileño-estadounidense, conocido principalmente por su participación en la serie de televisión de MTV Teen Wolf en su última temporada.

## Primeros años
Matarazzo nació en São Paulo, Brasil pero se crio principalmente en Miami, como parte de una familia diversa y multilingüe donde creció hablando portugués, inglés y español. Su madre, Jade Matarazzo, es una líder a la vanguardia de la comunidad artística latina tanto por su propio trabajo como por ayudar a exponer a otros artistas internacionales al público estadounidense. Aunque había actuado en el escenario desde la infancia, Matarazzo solo decidió ramificarse en el cine después de ver a River Phoenix en Stand by Me.
Estudió en Thorpe, Surrey, cerca de Londres, en la American School in England (TASIS) y pasó algún tiempo en la Universidad de las Artes de Filadelfia y el Instituto de las Artes de California (CalArts) en Los Ángeles.

## Carrera profesional
En Los Ángeles, Matarazzo consiguió papeles en una serie de cortometrajes del circuito de festivales que se presentaron en el Festival de cine de Tribeca y el Festival de Cannes. Luego pasó a interpretar pequeños papeles en varios programas de televisión, incluidos Girls de HBO, Faking It de MTV, Mentes criminales en CBS y Speechless en ABC.
Matarazzo audicionó para Teen Wolf en 2016, pero no obtuvo el papel que quería. Dos semanas después, el productor ejecutivo de Teen Wolf , Jeff Davis, se puso en contacto con el actor para decirle que querían a Matarazzo para un arco de tres episodios. Después de ver su trabajo, Davis y los escritores del programa extendieron el papel hasta el final de la serie e hicieron del personaje de Matarazzo, Gabe, uno de los principales villanos de la temporada.

## Filmografía

### Cine
| Año  | Título                  | Papel     | Notas         |
| ---- | ----------------------- | --------- | ------------- |
| 2013 | Motel de West Hollywood | Alex      |               |
| 2015 | Entourage               | Raver Kid | Sin acreditar |
| 2021 | El es todo eso          |           | Rodaje        |

### Televisión
| Año  | Título            | Papel              | Notas                            |
| ---- | ----------------- | ------------------ | -------------------------------- |
| 2014 | Faking It         | Manolo             | Episodio: "Lust in Translation"  |
| 2015 | Mentes criminales | Mayordomo de Eddie | Episodio: "Outlaw"               |
| 2015 | Girls             | Decano             | Episodio "Ask Me My Name"        |
| 2015 | Royal Pains       | Vincent            | Episodio "Leading Me A Shoulder" |
| 2017 | Speechless        | Aaron              | Episodio: "D-I-DING"             |
| 2017 | Teen Wolf         | Gabe               | Rol recurrente; 7 episodios      |
| 2017 | Jane the Virgin   | Flaco              | rol recurrente                   |